# Sapajus robustus
Sapajus robustus is een zoogdier uit de familie van de Cebidae. De wetenschappelijke naam van de soort werd voor het eerst geldig gepubliceerd door Heinrich Kuhl in 1820.

## Voorkomen
De soort komt voor in Bahia, Espírito Santo en in een klein deel van Minas Gerais in Brazilië.